# Tramlijn Oosterhout - Keizersveer
De tramlijn Oosterhout - Keizersveer was een tramlijn in Noord-Brabant. De lijn werd in twee delen geopend in 1881 en werd tot 1936 met stoomtrams geëxploiteerd door de Zuider Stoomtramweg-Maatschappij (ZSM). De lijn werd aangelegd als kaapspoorlijn van 1067 mm breed.

## Geschiedenis

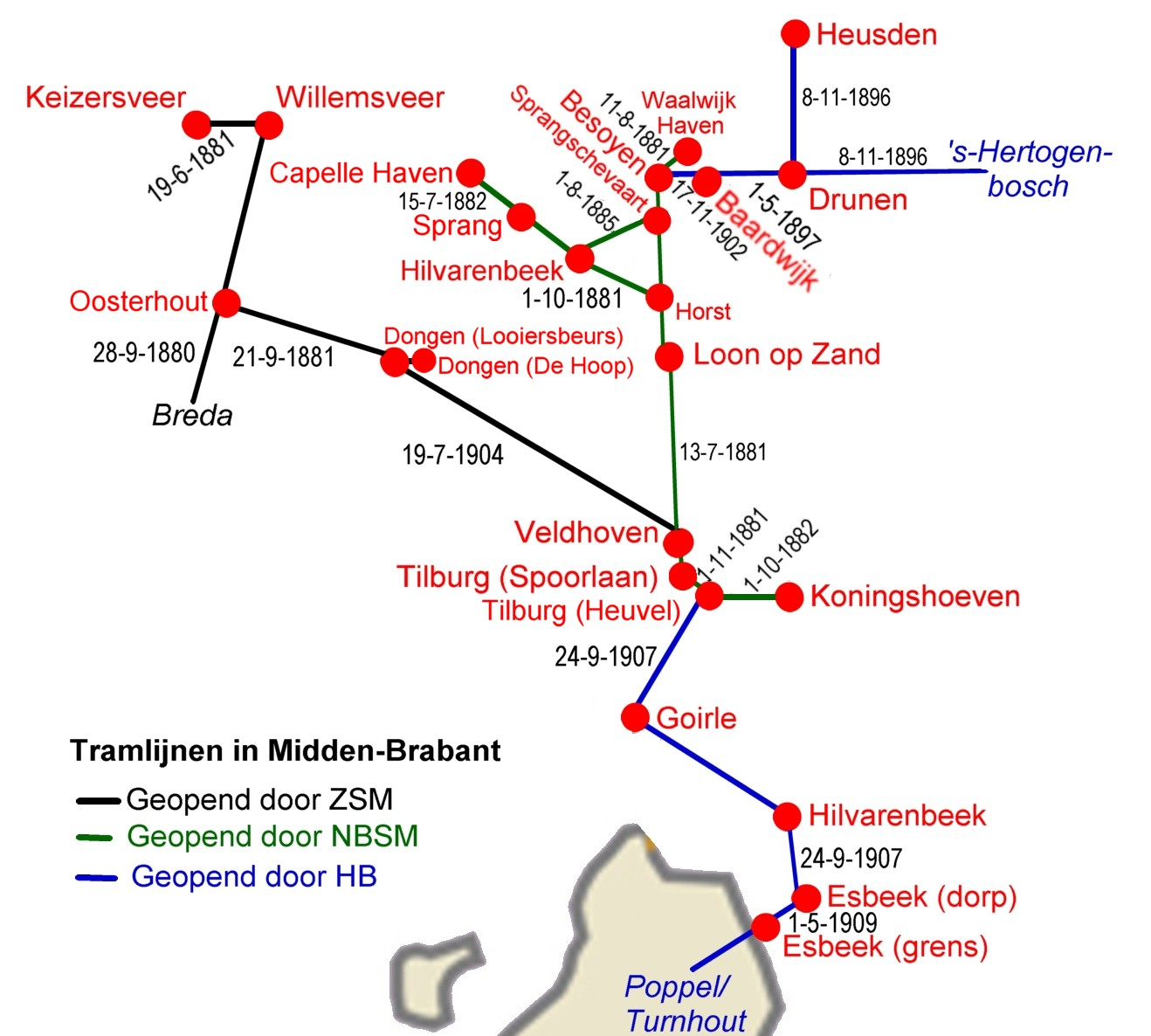

Op 28 september 1890 werd lijn geopend door de Zuider Stoomtramweg-Maatschappij. In Oosterhout was er aansluiting met de tramlijn Breda - Oosterhout en de tramlijn Oosterhout - Tilburg van de ZNSM. Op 13 juni 1903 werd de aansluiting naar het station van Geertruidenberg geopend.

## Einde van de lijn
Op 15 mei 1932 legde de ZSM langs al haar tramlijnen parallel lopende busdiensten in, waardoor het einde van de tram al snel in zicht zou komen. Op 7 oktober 1934 werd de tramlijn gesloten voor personenverkeer. Het gedeelte Willemsveer - Keizersvoor werd vervolgens in 1935 gesloten voor goederenverkeer, het gedeelte Oosterhout - WIllemsveer op 7 oktober 1936.